# Tharparkar
Tharparkar (Hindi: थारपारकर) is een rundveeras uit het district Tharparkar in de Pakistaanse provincie Sindh. Het runderras wordt geclassificeerd als een trekras, terwijl de koeien worden gehouden voor de melk. De melkproductie gedurende een lactatieperiode bedraagt ongeveer 1.135 tot 1.980 kilogram. De tharparkar wordt gehouden in Zuid-Aziatische landen, met name India en Pakistan.